# Dum Dum
|  | Denne artikel handler om byerne Dum Dum, men Dum Dum er også en populær betegnelse for et hulspidsprojektil. |
22°37′N 88°25′Ø / 22.617°N 88.417°Ø
Dum Dum er en lille gruppe byer nordvest for Kolkata (tidligere Calcutta) i Vestbengalen i Indien.
Her ligger Netaji Subhash Chandra Bose International Airport, tidligere kaldet Dum Dum-lufthavnen.
En ammunitionenstype har fået tilnavnet "dum dum" efter at briterne producerede den til deres våbenarsenal i Dum Dum.